# José Vergara Galeas
José Eugenio Vergara Galeas; abogado y político chileno. Nació en Quillota en 1827. Falleció en Santiago el 22 de julio de 1887. Hijo de don Antonio Vergara y doña Francisca de Borja Galeas Bañados. Casado en 1849 con Martina Allende Gac. Posteriormente casó con Tomasa Echavarría y Martínez de la Torre, con ambas tuvo descendencia. Se graduó de abogado el 23 de mayo de 1849 en la Universidad de Chile. Su memoria versó sobre La Hipoteca y Prelación de Créditos. 
Fue profesor de Derecho Romano y Derecho Civil, en la Universidad de Chile, hasta 1887. 
Se inició políticamente en el Partido Conservador. Fue subsecretario de Estado durante la administración de Manuel Montt; ministro de Justicia, Culto e Instrucción Pública (1861). Tras el quiebre del conservantismo siguió a Montt al Partido Nacional. 
Elegido Diputado por Quillota en 1852, por Chillán en 1855 y por Talca en 1861. Senador de la República por Aconcagua en 1879, cargo que ocupó hasta su fallecimiento.